# توميو نادال
توميو نادال (بالإسبانية: Tomeu Nadal Mesquida) (8 فبراير 1989 بماناكور في إسبانيا - ) هو لاعب كرة قدم إسباني في مركز حراسة المرمى. لعب مع خيتافي ب وخيمناستيك طركونة وريال مايوركا ب وريال مايوركا ونادي خيتافي.

## وصلات خارجية
- توميو نادال على موقع قاعدة بيانات كرة القدم.إي يو (الإنجليزية)
- توميو نادال على موقع Soccerway.com (الإنجليزية)
- توميو نادال على موقع AS.com (الإسبانية)